# Andrzej Tadeusz Knap
Andrzej Tadeusz Knap (ur. 24 listopada 1936, zm. 19 lutego 2019) – polski specjalista w dziedzinie aerodynamiki, dr. hab. inż.

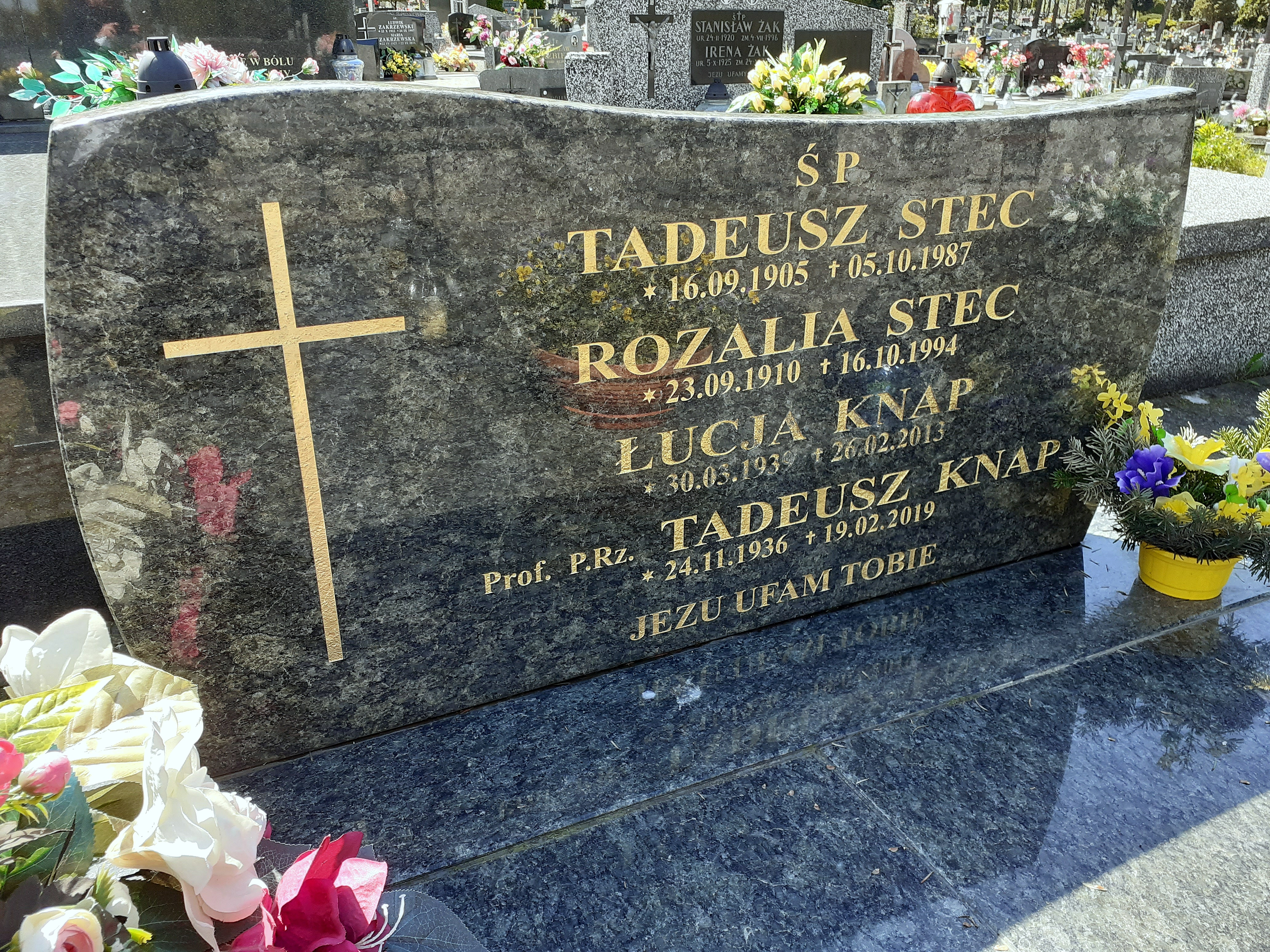
Grobowiec Tadeusza Knapa

## Życiorys
26 kwietnia 1974 uzyskał doktorat za pracę pt. Analiza ruchu materiałów sypkich w transporcie pneumatycznym, a 20 października 2000 uzyskał stopień doktora habilitowanego nauk technicznych na podstawie rozprawy zatytułowanej Wybrane właściwości przepływu gazu w kanałach wirujących z unoszeniem rozproszonej fazy stałej w aspekcie zastosowań w urządzeniach technicznych. Pełnił funkcję profesora Katedry Termodynamiki i Mechaniki Płynów oraz Zakładu Mechaniki Płynów i Aerodynamiki na Wydziale Budowy Maszyn i Lotnictwa Politechniki Rzeszowskiej im. Ignacego Łukasiewicza.
Był recenzentem jednej pracy doktorskiej pt. Wzbudzenie wirowe budowli wieżowych o kołowych przekrojach poprzecznych opublikowanej 26 października 2006, kierownikiem jednej pracy naukowej i wykonawcą dwóch prac naukowych.
Zmarł w 2019 i został pochowany na cmentarzu komunalnym Wilkowyja w Rzeszowie.

## Odznaczenia
- Medal Zasłużony dla Politechniki Rzeszowskiej[3]
- Medal Komisji Edukacji Narodowej[3]